# آنپاچی، گیفو
آنپاچی، گیفو (به لاتین: Anpachi, Gifu) یک منطقهٔ مسکونی در ژاپن است که در استان گیفو واقع شده‌است. آنپاچی  ۱۵٬۲۷۴ نفر جمعیت دارد.